# Dolichopus albicoxa
Dolichopus albicoxa är en tvåvingeart som beskrevs av Aldrich 1893. Dolichopus albicoxa ingår i släktet Dolichopus och familjen styltflugor. Inga underarter finns listade i Catalogue of Life.